# Курзенков, Геннадий Кузьмич
Геннадий Кузьмич Курзенков (род. 1 октября 1955, посёлок В-Кутум, Лукояновский район, Горьковская область) — бывший руководитель Федеральной службы по надзору в сфере транспорта (2009—2011).

## Биография
- В 1973—1974 годах — срочная служба в Вооружённых Силах
- В 1974—1978 годах — курсант Борисоглебского высшего военного авиационного училища лётчиков
- В 1978—1986 годах — лётчик, старший лётчик, командир звена авиационного полка, командир эскадрильи отдельного штурмового авиационного полка Белорусского военного округа
- В 1986—1989 годах — слушатель командного факультета Военно-воздушной академии имени Ю. А. Гагарина
- В 1989—1990 годах — заместитель командира полка по лётной подготовке в Дальневосточном военном округе
- В 1990—1991 годах — заместитель командира полка в/ч 19745, с. Черниговка Приморского края, (Дальневосточный военный округ)
- В 1991—1994 годах — командир полка в/ч 19745, с. Черниговка Приморского края (Дальневосточный военный округ)
- В 1994—1996 годах — заместитель командира дивизии (Дальневосточный военный округ)
- В 1996—1999 годах — командир дивизии (Дальневосточный военный округ)
- В 1999—2001 годах — слушатель Военной академии Генерального штаба Вооружённых Сил Российской Федерации
- В 2001—2002 годах — заместитель командующего армией Военно-воздушных сил и Противовоздушной обороны (Приволжско-Уральский военный округ)
- В 2002—2007 годах — заместитель начальника Военно-воздушной академии имени Ю. А. Гагарина
- С января 2007 года — заместитель руководителя Федеральной службы по надзору в сфере транспорта (Ространснадзора)
- С марта 2007 по 2008 год — руководитель Федеральной службы по надзору в сфере транспорта
- В 2008—2009 годах — руководитель Федерального агентства воздушного транспорта

С декабря 2009 по февраль 2011 года — руководитель Федеральной службы по надзору в сфере транспорта. Уволен по собственной просьбе, но после того, как глава Министерства Транспорта РФ Игорь Левитин предложил уволить Курзенкова после террористического акта в аэропорту в Домодедово.

## Награды
- Орден «За военные заслуги» (1996)
- Заслуженный военный лётчик Российской Федерации (2002)
- Медали

## Чины и звания
- генерал-майор
- Действительный государственный советник Российской Федерации 3 класса (19 февраля 2008)[2]

Звание перед увольнением с военной службы — генерал-лейтенант.

## Скандальные фотографии
28 октября 2010 года стал известен как активный нарушитель правил дорожного движения с использованием машины с номером А332МР, оборудованной спецсигналами (вопреки ранее высказанному в интервью заявлению о незлоупотреблении «мигалкой»). На следующий же день в интервью признал за собой такое нарушение, как езду по встречной полосе в случае, если трасса слишком загружена, но, объявил, что делал это «в исключительных случаях, не создавая помех другим водителям». По отношению к фотографии, свидетельствующей о езде по отгороженной отбойником встречной полосе с оживленным движением, высказал предположение, что машина не нарушала правил ездой по данному участку дороги, а была там припаркована. Однако в этот же день была опубликована ещё одна фотография, доказывающая, что машина двигалась.